# Фьорелло, Розарио
Роза́рио Ти́ндаро Фьоре́лло (итал. Rosario Tindaro Fiorello), также известный как Фьоре́лло итал. Fiorello; род. 16 мая 1960, Аугуста, Сицилия) — итальянский комик, певец, радио-и телеведущий.

## Биография
Фиорелло родился в Катания, Сицилия, а его детство прошло в Аугусте. Он начал свою карьеру, работая в туристических деревнях, сначала в качестве бармена, а затем в качестве артиста. Ближе к концу 1980-х годов Фиорелло переехал в Милан по совету Бернардо Керубини, с которым он познакомился в деревне Вальтур. Керубини познакомил его с Клаудио Чеккетто, руководителем радио «Radio Deejay», где Фиорелло начал вести шоу «Viva Radio Deejay» с Марко Бальдини.
Популярность к Фиорелло пришла благодаря телешоу «Караоке». В последующие годы у него начались проблемы с наркотиками, и он на некоторое время ушел из шоу-бизнеса. После возвращения на телевидение он продолжил карьеру телеведущего и шоу-мена, а также появился в ряде кинофильмов, среди которых «Талантливый мистер Рипли» (1999). С 2002 года Фиорелло ведет утреннее шоу «Viva Radio 2».